# Abrosoma exiguum
Abrosoma exiguum är en insektsart som beskrevs av Ludwig Redtenbacher 1906. Abrosoma exiguum ingår i släktet Abrosoma och familjen Aschiphasmatidae. Inga underarter finns listade i Catalogue of Life.